# Adolfo Cambiaso
Adolfo Cambiaso (Cañuelas, Buenos Aires, Argentina, 15 de abril de 1975) es un jugador argentino de polo, considerado como el mejor jugador del mundo en la actualidad y uno de los máximos referentes en la historia de este deporte. Alcanzó los 100 partidos jugados en el Abierto Argentino de Palermo y es su máximo goleador con más de 1000 goles anotados. Con Ellerstina ganó la Triple Corona en 1994 y con La Dolfina la ganó tres veces consecutivas desde el 2013 al 2015. Además en el 2010 con Crab Orchard consiguió la Triple Corona de Estados Unidos (US Open, Copa Whitney y Copa de oro USPA) y por segunda vez en 2017 con Valiente. Fue galardonado con 12 Premios Olimpia de Plata en Polo, el Olimpia del Bicentenario en 2010 y el Olimpia de Oro en 2014. Ganó tres veces consecutivas el Premio Konex de Platino en 2000, 2010 y 2020.

## Primeros años
Nacido el 15 de abril de 1975 en Cañuelas, Buenos Aires, hijo del segundo matrimonio de Martina de Estrada Láinez (n. 1941) con Adolfo Marcelo Cambiaso Rodríguez (n. 1945).
Tiene tres hermanos: dos medios hermanos mayores, Salvador Socas (n. 1963) y Marcial Socas (n. 1965), por parte del primer matrimonio de su madre con Salvador Carlos Socas, y una hermana, Camila Cambiaso (n. 1973), casada con Bartolomé Castagnola.
En una edad joven, Martina de Estrada Láinez,alentó a sus hijos mayores Salvador Socas y Marcial Socas a jugar polo en la estancia familiar, llamada Los Lagartos y denominada La Martina desde 1981. Allí, en 1982, el padre de Adolfito decide formar La Martina Polo Ranch. Más tarde son los hermanos maternos del pequeño Adolfo (quien a temprana edad muestra notables condiciones para otros deportes como el tenis, el golf y el windsurf) los que le inculcan la pasión por el polo. En 1983, con 8 años, jugó la Copa Potrillos. En 1986 ganó la Copa Bartolomé Mitre junto a su padre Adolfo Cambiaso, su hermano materno Marcial Socas y Horacio Heguy.
A los 12 años alcanzó los dos goles de Handicap. Un año más tarde, con un hándicap de tres goles, ganó la Copa Eduardo Heguy con el equipo de La Martina, jugando con su padre. Con el equipo de San Diego ganó en 1988, a la edad de 13, la Copa Campaña del Desierto, y un año más tarde el Abierto de la Copa Renault con La Martina, alcanzando un hándicap de seis goles. Años después, representando a La Martina (nombre surgido en honor a su madre y estancia familiar en Cañuelas), ganó junto a su hermano Marcial la Copa República Argentina.

## Vida privada
Adolfo está casado con la modelo argentina María Vázquez desde 2001. Juntos tienen tres hijos: Mia (n. 2002), Adolfo "Poroto" (n. 2005) y Myla (n. 2010). En 2005 Adolfo (padre) se fue en medio de un juego para estar presente en el nacimiento de su hijo.

## Carrera

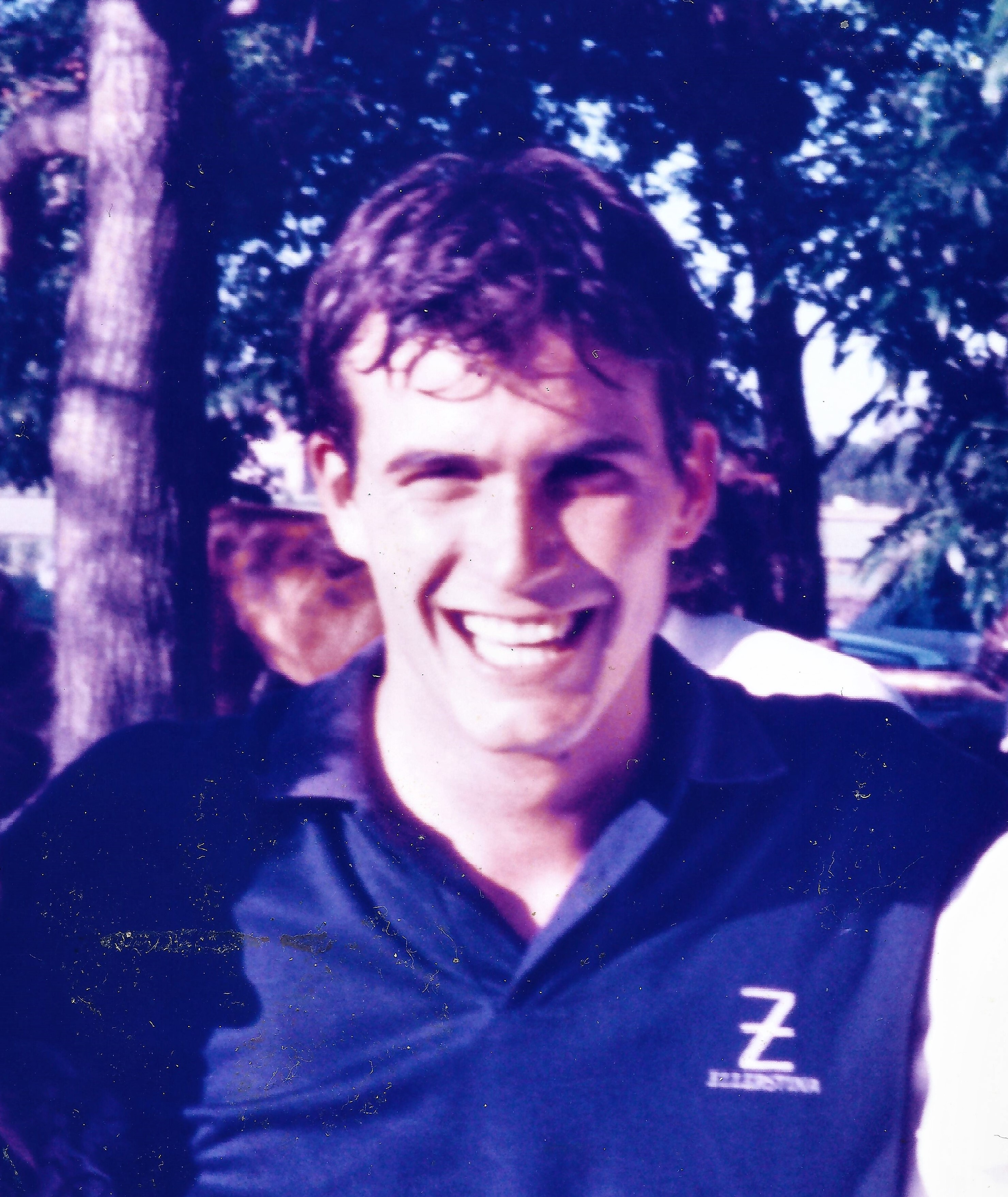
Adolfo Cambiaso en la final del Campeonato Abierto de Polo del Tortugas Country Club de 1994, jugando para Ellerstina.

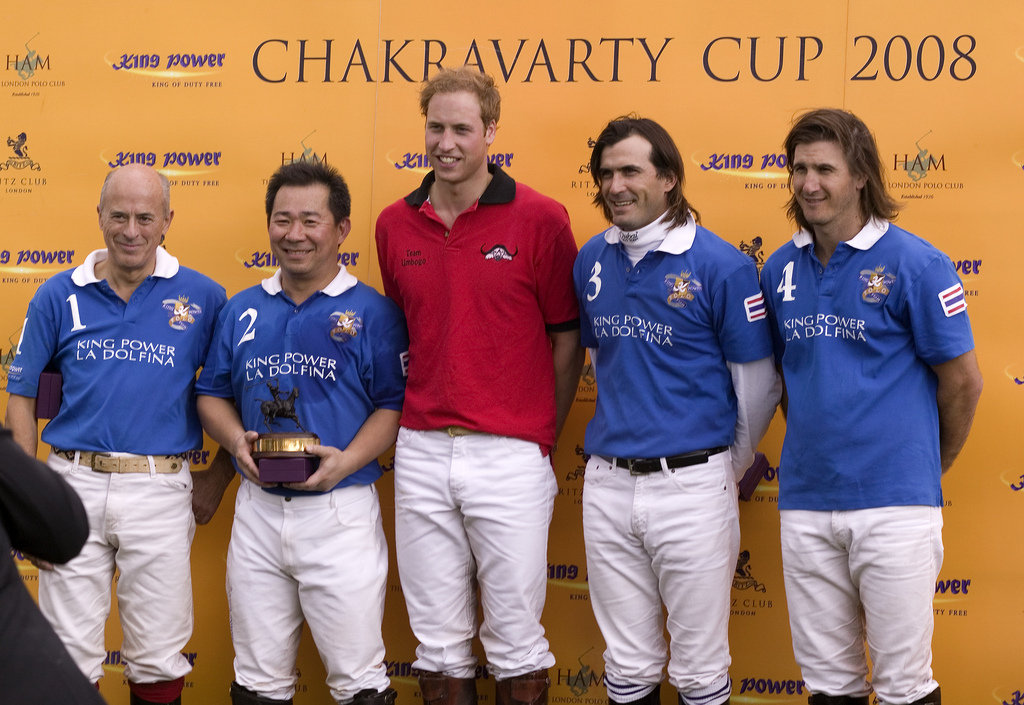
Copa Chakravarty 2008: Paul Barry, Vichai Raksriaksorn, Guillermo de Cambridge, Adolfo Cambiaso y Martin Valent.

A los 16 años, en el año 1991, ganó la Gold Cup con Tramontana en Inglaterra. En la Argentina ganó la Copa El Gráfico con La Aguada-La Martina y con La Martina ganó el Abierto de la Copa Renault y la Copa Cámara de Diputados, obteniendo un hándicap de siete goles.
En 1992 ganó un número de campeonatos y de copas, y comenzó a jugar el Abierto Argentino de Palermo con el equipo de Ellerstina. En su primer partido el 7 de noviembre de 1992, donde Ellerstina le ganó a Los Indios por 23 a 7, Adolfo anotó 16 veces estableció un nuevo récord de goles en un partido del Abierto (desde 2006 el récord lo posee Agustín Merlos con 18 goles). El campeonato terminó con la derrota de Ellerstina en el final frente a Indios Chapaleufú Marlboro. Adolfito obtuvo entonces el handicap de nueve goles.
En 1993 ganó varios torneos, pero no participó en el Abierto Argentino, debido a que Ellerstina había sido suspendido al retirarse en un partido en Tortugas.
En 1994 ganó con Ellerstina su primera Triple Corona (Abierto de Tortugas, Abierto de Hurlingham y Abierto Argentino de Palermo) y se convirtió en el jugador más joven de la historia del polo en alcanzar un hándicap de diez goles, a la edad de tan sólo 19 años (Facundo Pieres superó este récord en 2005 por un mes y medio).
Los años siguientes trajeron más trofeos, incluyendo en 1995 la World Cup of the Americas en (Estados Unidos) con White Birch, la Copa República Argentina con La Martina en 1996 (junto a Juan Carlos Piombo, Marcial Socas y Santiago Chavanne), 1997 (acompañado por Bartolomé Castagnola, Marianela Castagnola y Guillermo Caset) y 1998, la Queen's Cup y el Prince of Wales Trophy con Ellerston White en 1998 y 1999, el U.S. Open con Outback en 1999, 2000 y 2001, la Copa de Plata y la Copa de Oro (España) con el Outback en 1999, la Queen's Cup 2000 con Geebung, el British Open, el Indian Empire Shield Cup y la Warwickshire Cupen 2001 con Dubái, la Copa de Oro de las Américas 2002 con Jedi, el Abierto de Hurlingham en 2001 y 2006, y el Argentino Abierto de Polo de 2002 con La Dolfina.
En 1997 ganó el Abierto de Pilar con La Martina, junto a Mariano Aguerre, Sebastián Merlos y Juan José Taverna (en la final reemplazado por Michael Del Carril). En la final le ganaron 12 a 10 a la Ellerstina de Gonzalo Pieres.
Ese mismo año ganó el Abierto del Jockey Club con La Dolfina junto al brasileño Ricardo Mansur, Mariano Aguerre y Bartolomé Castagnola. También ganó la Copa República Argentina con La Dolfina junto a Guillermo Caset, Bartolomé Castagnola y su prima Marianela Castagnola, siendo la primera vez que era ganada por un equipo con una mujer como integrante. Además Cambiaso se convirtió en el único 10 de handicap en ganar dos veces consecutivas ese campeonato.
También en 1997 volvió a ganar el Abierto Argentino con Ellerstina.
En 1998 ganó nuevamente el Abierto del Jockey Club con Ellerstina junto a Gonzalo Pieres (h), Mariano Aguerre y Bartolomé Castagnola, al vencer en la final a La Cañada de los hermanos Novillo Astrada.
En ese año ganó con Ellerstina el tercer título en Palermo y logró el récord de 67 goles con un promedio de 13,2 por partido.
En 1999 ganó el Abierto de Pilar con Ellerstina, junto a Gonzalo Pieres (h), Santiago Chavanne y Bartolomé Castagnola. En la final le ganaron a Tortugas por 18 a 14, con 10 goles de Cambiaso.
En 2000 se adjudicó el US Open con el equipo de Outback, acompañado por la polista Sunny Hale, Bartolomé Castagnola y Phillip Heatley.
En la final de Palermo de 2002 La Dolfina vence 20 a 16 a Indios Chapaleufú II y Adolfo marca 16 goles, estableciendo un nuevo récord para esta instancia del torneo.
Desde 2002 ha jugado en varias oportunidades para el seleccionado argentino.
En 2005, con el equipo de La Dolfina integrado por él, Lucas Monteverde, Mariano Aguerre y Bartolomé Castagnola, ganó otra vez el Abierto Argentino de Palermo, triunfando sobre el equipo de Ellerstina integrado por los dos hermanos Pieres, Facundo y Gonzalito (ambos jugadores de 10 goles), y sus primos Macdonough. Por el resultado, 20-19, fue la final Abierto en que se anotaron más goles, con Cambiaso anotando 15 de los 20 goles de su equipo, incluyendo el gol de oro en tiempo adicional.
En 2006, el equipo de La Dolfina ganó otra vez el Abierto Argentino, esta vez 14-13 contra La Aguada. 
De sus caballos, los más notables fueron Lobo, Lili, Ilusión, Sospechosa, La Osa, Aiken Cura (padrillo que le adquiriera a su hermano Salvador Socas) el famoso Colibrí y Cuartetera, considerada por él mismo como la mejor yegua que jugó en su vida. 
Durante La Copa Diamante que se disputa anualmente en su campo de Cañuelas "La Dolfina" el mejor equino de la final recibe el premio "Colibrí" en homenaje al caballo que lo acompañó hasta llegar a los 10 goles de hándicap y ganar el Abierto Argentino de Palermo. 
Durante la final del Abierto Argentino en 2006, Aiken Curá, sufrió una fractura en una de sus patas traseras. Esta lesión desafortunada sucedió en el chukker adicional. El caballo fue sacado en ambulancia. Esta lesión forzó la jubilación anticipada de Aiken del campo del polo. La lesión restringe el flujo de sangre al miembro fracturado y los veterinarios consideraron su amputación y reemplazo por un prótesis. Tres meses después debió ser sacrificado. A pesar de haber sido un gran animal, en su corta vida dio muy pocos servicios.
En el Abierto de Hurlingham de 2009, La Dolfina venció a El Paraíso por 23 a 10 y Adolfito anotó 19 goles, marcando un nuevo récord de goles en un partido de la Triple Corona.
El 7 de noviembre de 2012 alcanzó los 700 goles en Palermo montado en la yegua Dolfina Cuartetera. Ese día La Dolfina le ganó a Magual por 17 a 19, con 6 goles de Adolfo.
En 2014 jugó 51 partidos y ganó 49, incluidos todos los de Argentina. Obtuvo la segunda Triple Corona consecutiva con La Dolfina (logro que solo consiguió Coronel Suárez en 1974/75).
En 2015 obtuvo, por primera vez en la historia, la tercera Triple Corona en forma consecutiva con La Dolfina. Además ese año alcanzó los 800 goles en Palermo, en el partido en el que La Dolfina venció a Magual por 18 a 7, con 7 goles de Adolfo. 
A días de esa hazaña ganó la Mix Cup Pilará con La Dolfina Aventura, junto a su hija Mia Cambiaso, Candelaria Fernández Araujo y Milagros Fernández Araujo. Adolfo jugó el primer partido y la final, mientras que los otros partidos los disputó en su lugar Milo Fernández Araujo. 
En el Abierto del Jockey Club disputado en 2016, Adolfo posibilitó que Lía Salvo se convirtiera en la primera mujer en ganar uno de los Abiertos más importantes de Argentina. El equipo ganador de La Dolfina estuvo integrado, además de Cambiaso, por Lía Salvo, Pablo Mac Donough y Juan Martín Nero. 
En 2016, con La Dolfina, ganó su título número 13 en el Abierto Argentino (3 con Ellerstina y 10 con La Dolfina). En este torneo, el más importante del mundo, lleva 17 partidos sin perder y es el máximo ganador en los últimos 30 años.
En 2017 ganó, junto a sus sobrinos Bartolomé y Camilo Castagnola, la Copa de las Naciones tras vencer a Uruguay. Este mismo año, con RH Polo, ganó la Copa de la Reina (Queen's Cup) en Inglaterra por 10° vez, marcando un nuevo récord.
El 18 de noviembre jugó su partido número 100 en Palermo con una camiseta con ese número. La Dolfina le ganó a La Irenita por 21 a 4, siendo Adolfo el goleador del partido con 8 tantos y jugando los primeros 7 chukkers con un clon de Dolfina Cuartetera y el último con la yegua original de 12 años que no jugaba desde la final de 2015.
Adolfo Cambiaso también es el máximo goleador del Abierto Argentino de Palermo con 1.078 goles en 127 partidos jugados en 30 temporadas (1992 y 1994-2020), con 26 finales jugadas donde convirtió 219 goles y ganó 18 Abiertos. Además tiene el récord de mantener durante 28 años ininterrumpidos los 10 goles de hándicap (1994-2022).
El 3 de diciembre de 2020, en el debut de La Dolfina en el 127° Abierto Argentino convirtió 15 goles de todas las maneras posibles, con 100% de efectividad en bocha parada: penal de lugar (3), de 30 yardas (3), de 40 yardas (1), de 60 yardas (2), de córner (1) y de jugada (5).
El 2 de diciembre de 2022 ganó el Abierto Argentino de Palermo con su hijo, Adolfo "Poroto" Cambiaso. Al año siguiente volvió a llegar a la final de Palermo y superó su récord de goles al marcar 1100 tantos.
El 3 de noviembre de 2024, Cambiaso obtuvo el récord como el polista que más años disputó el Abierto Argentino de Polo, con 32. A los 49 años superó por uno la marca que compartía con los hermanos Eduardo y Alberto Heguy. En diciembre de 2024, se conoció que La Dolfina y La Natividad fusionarían los equipos para jugar la Triple Corona 2025. El equipo estará integrado por Adolfo Cambiaso y su hijo "Poroto", junto a sus sobrinos Camilo y Bartolomé Castagnola. En abril de 2025, se coronó campeón por décima vez del Abierto de los Estados Unidos, jugando con el equipo La Dolfina Tamera venció en la final a La Dolfina Catamount por 12 a 8.

## Distinciones
Recibió varias distinciones, entre ellas el Premio Olimpia de Plata en Polo, siendo el máximo ganador con 12 estatuillas entre 1997 y 2018, y el Olimpia de Oro al mejor deportista del año 2014, convirtiéndose así en el segundo polista en la historia que recibe dicha distinción, luego de Juan Carlos Harriott (h), ganador del mismo en 1976. En 2010 le fue concedido el Olimpia del Bicentenario al mejor polista argentino de la historia. Además fue distinguido con el Premio Konex de Platino en 2000 y 2010 como el mejor polista argentino de la década. En 2017 fue el primer polista en recibir, de parte de la Subsecretaría de Deportes de la Ciudad de Buenos Aires, el Premio Jorge Newbery de Oro al deportista destacado del año.

## Títulos
Ganó 18 veces el Campeonato Argentino Abierto de Polo, 14 veces el Abierto de Polo del Hurlingham, 9 veces el Abierto de Polo del Tortugas, 8 veces el Abierto del Jockey Club, 4 veces la Copa República Argentina, 10 veces el Abierto de Estados Unidos, 8 veces el Abierto de Polo Británico, 5 veces la Copa de Oro de Sotogrande, 10 Copas de la Reina, 12 Copas de Oro USPA, 1 Copa de Cámara de diputados y 2 Copas de plata de Sotogrande.
En lo que va de su carrera lleva ganados más de 195 títulos, repartidos en 7 países distintos: Argentina, Estados Unidos, Reino Unido, España, Uruguay, Francia y Suiza.
- Campeonato Argentino Abierto de Polo: 18

Con Ellerstina: 1994, 1997 y 1998
Con La Dolfina: 2002, 2005, 2006, 2007, 2009, 2011, 2013, 2014, 2015, 2016, 2017, 2018, 2019, 2020 y 2022
- Campeonato Abierto de Polo del Hurlingham Club: 14

Con Ellerstina: 1994, 1995 y 1999
Con La Dolfina: 2000, 2001, 2002, 2006, 2011, 2012, 2013, 2014, 2015, 2019 y 2022
- Campeonato Abierto de Polo del Tortugas Country Club: 9

Con Ellerstina: 1992, 1994 y 1995
Con La Dolfina: 2013, 2014, 2015, 2016, 2017 y 2018
- Abierto del Jockey Club: 8

Con La Dolfina: 1997, 2003, 2008, 2011, 2014, 2016 y 2017
Con Ellerstina: 1998
- Copa República Argentina: 4

Con La Martina: 1996
Con La Dolfina: 1997, 2006 y 2009
- Abierto de Pilar: 2

Con La Martina: 1997
Con Ellerstina: 1999
- Copa Cámara de Diputados: 1

Con La Dolfina: 2006
- US Open (Campeonato Abierto de Polo de los Estados Unidos): 10

Con Outback: 1999, 2000 y 2001
Con Crab Orchard: 2007, 2008 y 2010
Con Valiente: 2015 y 2017
Con Scone: 2021
Con La Dolfina Tamera: 2025
- USPA Gold Cup: 13

Con Cellular One: 1991 y 1993
Con White Birch: 1996 y 1997
Con Outback: 1999
Con New Bridge: 2006
Con Crab Orchard: 2007 y 2010
Con Valiente II: 2012
Con Valiente: 2013 y 2014
Con Dubai: 2016
Con Valiente: 2017 y 2018
- C.V. Whitney Cup: 7

Con FT. Lauderdale: 1991
Con White Birch: 1995 y 1996
Con Crab Orchard: 2010
Con Valiente: 2014, 2017 y 2018
- British Open (Campeonato Abierto de Polo Británico): 8

Con Tramontana: 1991
Con Ellerston: 1998
Con Geebung: 2000
Con Dubai: 2001, 2005, 2010 y 2014
Con Nex Generation: 2020
- The Queen's Cup (Copa de la Reina): 10 (Récord)

Con Ellerston White: 1998 y 1999
Con Geebung: 2000
Con Dubai: 2003, 2005, 2006, 2010, 2012 y 2016
Con RH Polo: 2017
- Bledisloe Warwickshire Cup: 2

Con Ellerston White: 1998
Con Dubai: 2001
- Coronation Cup: 2

Con Argentina: 2009 y 2014
- Cartier International Open: 1

Con White Birch: 1995
- Copa de Oro Sotogrande: 5

Con Dubai: 2009 y 2015
Con Valiente: 2014
- Triple Corona Argentina: 4

Con Ellerstina: 1994
Con La Dolfina: 2013, 2014 y 2015
- Triple Corona de los Estados Unidos: 2

Con Crab Orchard: 2010
Con Valiente: 2017